# Natchezer

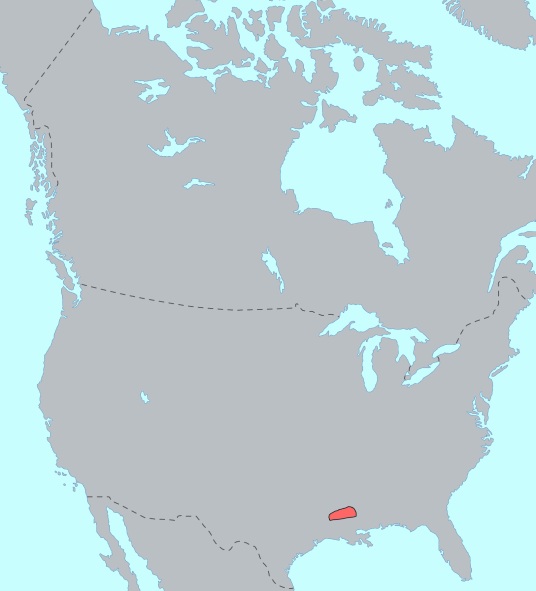
Natchezernas hemland.

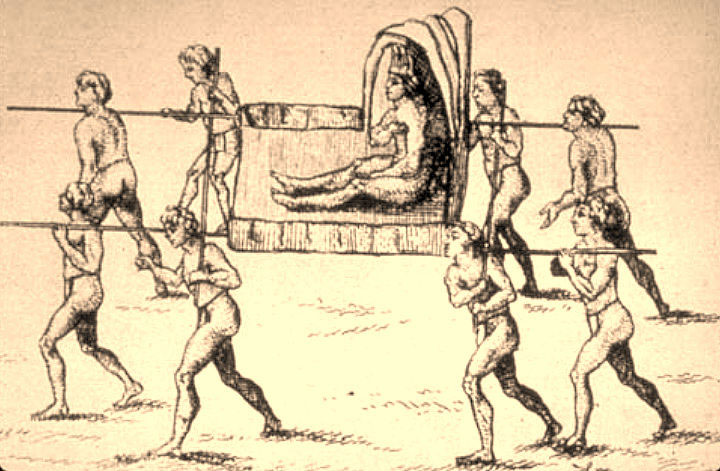
Natchezernas överhövding, den Stora Solen, bärs i bärstol.

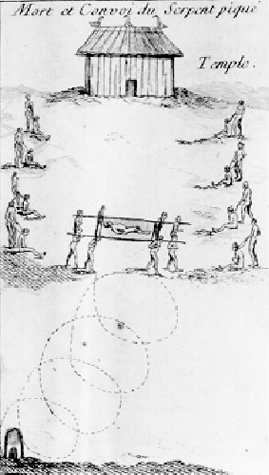
Begravningsprocession för natchezernas krigshövding, den Tatuerade Ormen. I fonden tempelhögen med tempelbyggnaden. Till höger och vänster en rad med följeslagare som skall strypas vid gravsättningen.

Natchezer är en nordamerikansk ursprungsbefolkning, tillhöriga det sydöstra kulturområdet, vilken ursprungligen bodde i Missisippiflodens dalgång. Natchezer bodde nära Mississippideltat i vad som nu är södra USA i början av den historiska eran i Nordamerika. Deras språk skilde sig markant från alla andra språk i regionen, men kan ha varit avlägset besläktad med muskogee-språken, som talades av bland andra chickasawer och choctawer. I början av 1700-talet uppskattades antalet natchezer till cirka 6 000.
Natchezernas materiella kultur liknade den som fanns hos andra folk i området. Deras trosuppfattning verkar däremot att ha behållit delar av den tidiga Mississippikulturen. De nio byarna i natchezernas territorium bildade ett kastliknande samhälle som leddes av hövdingen den stora solen. Bosättningen av europeiska immigranter i Amerika och de franska bosättarnas krav på mark blev orsaken till natchezernas undergång. Deras byar ödelades under 1730-talent, och resterna av folket efter krigen anslöt sig till andra stammar i området.

## Etnokulturella basfakta
Natchezerna talade ett numera utdött isolatspråk. Idag bor de flesta ättlingarna till natchezer i Oklahoma där de bildar en indiannation. Natchezer tillhör även cherokesernas och creekernas indiannationer i Oklahoma. Två natchezsamhällen är erkända som ursprungsbefolkningar av delstaten South Carolina. Vid folkräkningen 2000 rapporterade 386 människor att de räknade sig helt eller delvis som natchezer.

## Förhistoria
Forskningen anser att natchezernas förfäder tillsammans med närbesläktade grupper uppbar Plaqueminekulturen, en högbyggande arkeologisk kultur, som blomstrade perioden 1200-1680 bland människor vilka huvudsakligen bebodde området i Mississippiflodens nedre dalgång, i dagens västra Mississippi och östra Louisiana. Plaqueminekulturen var samtida med Mississippikulturen och liknade denna. Plaqueminekulturen föregicks av Coles Creek-kulturen och uppstod genom påverkan från Mississippikulturen. Coles Creek-kulturen i sin tur är en endemisk utveckling av Troyvillekulturen vilken uppkom ur Hopewelltraditionen, som den utformades i Mississippiflodens nedre dalgång. Den sista Plaqueminefasen fokuserade på Mississippifloden, medan däremot den framväхande historiska natchezkulturen sammanfaller med en orientering bort från flodsystemet och en omorientering av bosättningsmönstret. Arkeologerna har identifierat en historisk Natchezfas i vilken ingår bosättningar som även omnämns i franska sjuttonhundratalskällor. Det natcheziska maktcentrumet flyttades omkring år 1700 från det ceremoniella centrumet vid Emerald Mound till Grand Village of the Natchez.

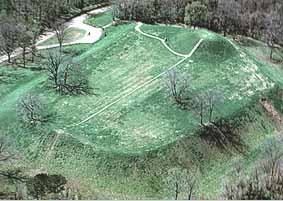
Emerald Mound, en gammal hög som övergavs av Natchez i slutet av 1600-talet.

### Forskning om Natchez
Även om vissa fakta om Natchez förhistoria är kända, pågår en diskussion mellan forskare om samhällets exakta struktur. I jämförelse med den omgivande miljön verkar samhället och kulturen hos natchezerna vara högt utvecklat. Det verkar finnas en tydlig koppling till mesoamerikanska indiankulturer, såväl som förhistoriska nordamerikanska kultur som byggde högar. Utgrävningen av den förstörda staden Cahokia med dess högar har avslöjat många särdrag som kan jämföras med natchezernas kultur och samhälle men ingen säker sammankoppling har kunnat göras.

## Historia
Upptäcktsresanden Robert Cavelier de La Salle var den förste europé som träffade natchezer under 1680-talet och namngav hela nationen efter folkets huvudbosättning. I slutet av samma århundrade bosatte sig de första franska jesuiterna i Louisiana, också i den största byn i Natchez. De etablerade en missionsstation där i början av 1700-talet. Natchezerna var inte särskilt entusiastiska över katolskt missionsarbete och smärre skärmytslingar förekom. År 1716 ledde fransmannen Jean-Baptiste le Moine en militär expedition till natchezernas land. Samma år etablerades Fort Rosalie för att skydda den franska bosättningen som hade spridit sig i området.
På 1720-talet ökade spänningarna mellan natchezerna och fransmännen. Den fredlige och diplomatiske hövdingen Tattooed Serpents död försämrade relationerna mellan nationerna avsevärt. Louisianas nye guvernör, Sieur Chepart, behandlade natchezerna arrogant. Han bestämde att deras huvudbosättning skulle evakueras för att ge plats åt en stor tobaksplantage där. Den profranska befolkningen och drottningmoder bland natchezerna var redo att böja sig för guvernörens vilja. Hövdingens son, den Stora Solen, som var den högste härskaren över natchezerna, ställde sig majoritetens sida och motsatte sig guvernören. Det anses också troligt att engelska köpmän i South Carolina och deras allierade, chickasawerna, hetsade natchezerna mot Frankrike.
Natchezer samlade krigare från olika byar och slog till mot både Fort Rosalie och de franska bosättningarna i Mississippiflodens dalgång. 250 fransmän dödades, bland dem guvernören. Fransmännen samlade då ihop en straffexpedition från New Orleans som invaderade natchezerna landsbygd och systematiskt förstörde deras byar. Choctawer som troddes stå på natchezernas sida, anslöt sig istället till de franska styrkorna och gjorde nederlaget. De utspridda Nnatchezerna flydde till byarna för Chickasawer, Creeker och Cherokees. Några små grupper av flyktingar fortsatte ett fåfängt krig mot Frankrike. Fångarna såldes som slavar till Santo Domingo. Natchezer hos de andra stammarna assimilerades gradvis med sina värdnationer och tvångsförflyttades till Oklahoma på 1830-talet med dessa.

## Samhällsliv
Franska berättande källor ger en bild av natchezernas samhälle 1680-1730. Följande element har därvid ansetts vara karaktäristiska.
1. Ett maktsystem kontrollerat av en hierarkin.
2. I toppen på hierarkin fanns en absolut härskare som innehade en halvgudomlig ställning och som man ansåg härstamma från solen.
3. Tron på härskarens gudomlighet förstärktes genom en anfäderskult vilken fokuserade på hans direkta förfäder. Ett utvecklat regelverk som avskiljde honom från andra samhällsmedlemmar för att understryka hans ställning.
4. Makten administrerades från byar med högar med plattformar på toppen.
5. Högarna var centrum för de politiska och religiösa institutionerna. Härskaren bodde i ett hus på en hög, medan tempelbyggnaden - där hans förfäders ben bevarades och där den heliga elden ständigt brann - fanns på en annan hög.
6. När härskaren dog förstördes byggnaden han bott i och ett nytt jordlager placerades ovanpå husresterna på högen. Ovanpå detta uppfördes en ny byggnad för den nye härskaren. Samma procedur ägde förmodligen även rum för templet på den andra högen.
7. Härskaren hade viss kontroll över det livsmedelsöverskott som samhället producerade och även över de föremål av ekonomiskt värde som fanns i samhället.[14]

De berättande källornas bild av natchezernas samhällsliv har varit av stor betydelse för arkeologins förståelse av Mississippikulturen, då den varit vägledande vid tolkningen av dess artefakter och rumsliga system. Förmodligen hade både styrelseskick och släktskapssystem genomgått stora modifikationer under de närmaste hundra åren före de franska skriftliga källornas början. Mississippidalens samhällen hade utsatts för stor demografisk (sjukdomar) och social stress efter européernas ankomst till området. Maktsfären för natchezernas territorium hade inskränkts och de politisk-religiösa institutionerna hade fått en mer begränsad omfattning.